# 攸県
攸県（ゆう-けん）は中華人民共和国湖南省株洲市に位置する県。

## 地理
東北部は標高が高く、西南部の標高は低くなっている。県の最高峰は太和仙山。

## 行政区画
- 街道弁事所：聯星街道、江橋街道、春聯街道、譚橋街道
- 鎮：酒埠江鎮、桃水鎮、網嶺鎮、淥田鎮、石羊塘鎮、黄豊橋鎮、鸞山鎮、丫江橋鎮、皇図嶺鎮、新市鎮、菜花坪鎮、蓮塘坳鎮、寧家坪鎮

## 交通
- 106国道
- 315省道
- 212省道
- 岳汝高速
- 衡炎高速
- 長攸高速（事業中）
- 安攸互通連絡線
- 衡茶吉鉄道
- 醴茶鉄道

## 観光
- 酒埠江国家地質公園
- 皮水洞
- 仙人橋
- 霊亀峰